# We could be the same
«We could be the same» (en español: Podríamos ser iguales, en turco: Aynı olabilirdik) es una canción del grupo turco maNga que representó a Turquía en el Festival de la Canción de Eurovisión 2010, celebrado en Oslo, Noruega y que obtuvo el segundo puesto, tras Alemania.

## Selección

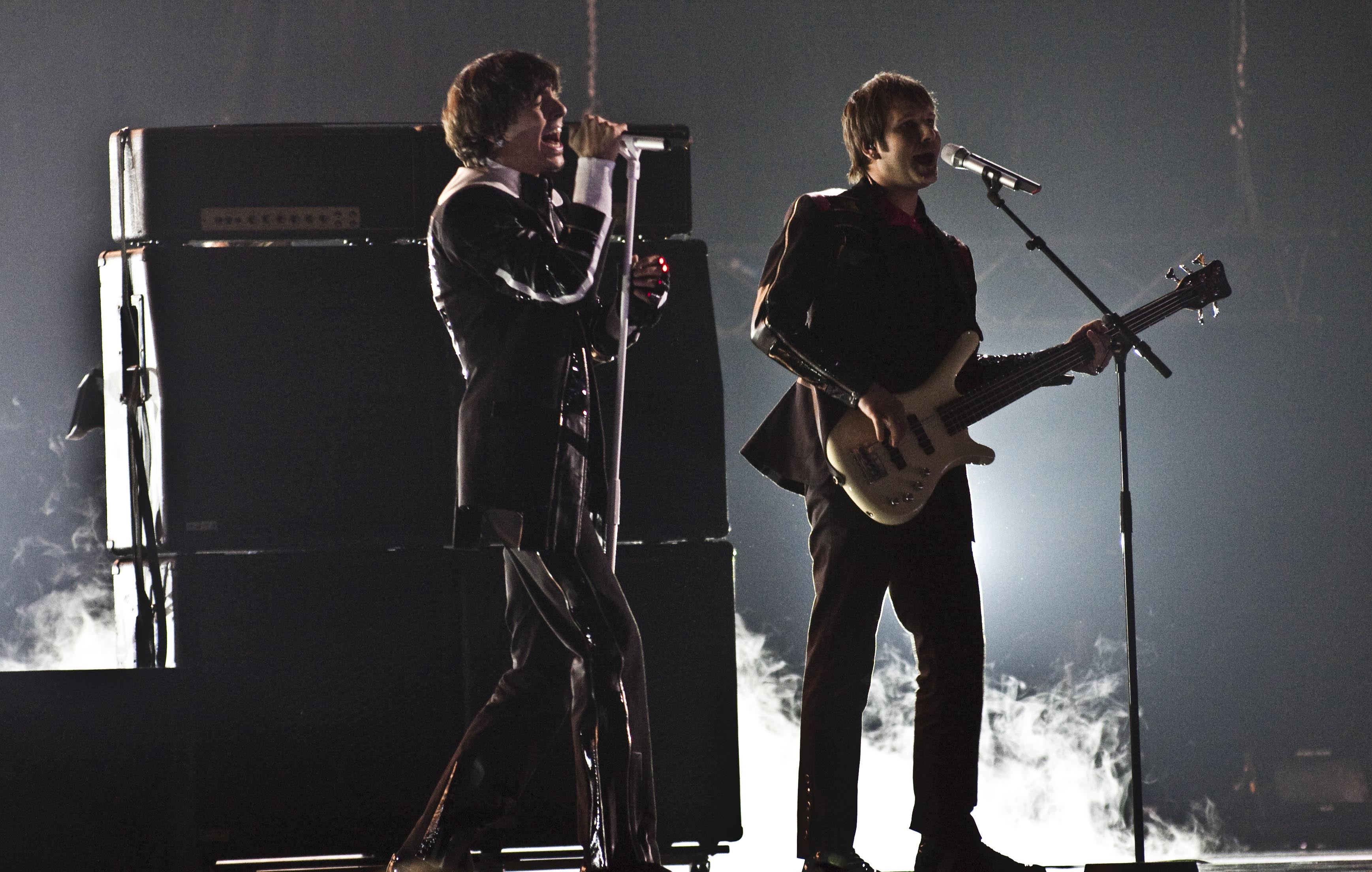
El representante turco maNga interpreta su canción "We Could be the Same"

A lo largo de enero se informó de que maNga había entrado en un intenso período de preparación para Eurovisión, concretamente el perfeccionamiento de sus canciones para su presentación a la TRT. En febrero de 2010, el grupo presentó tres canciones a la radiodifusora turca, la cual eligió una de ellas para el festival. Todas las canciones se interpretarían en inglés. El 3 de marzo, la TRT dio a conocer el tema escogido mediante un especial en la cadena TRT Müsik. "We could be the same" compitió en la segunda semifinal el día 27 de mayo en el Telenor Arena y, tras superarla, en la final, donde sólo fue superada por la alemana Lena Meyer-Landrut.

## Listas
| Lista (2010)        | Posición |
| ------------------- | -------- |
| Turkey Top 20 Chart | 2        |